# Мильян
Мильян (порт. Milhã)  —  муниципалитет в Бразилии, входит в штат Сеара. Составная часть мезорегиона Сертойнс-Сеаренсис. Входит в экономико-статистический  микрорегион Сертан-ди-Сенадор-Помпеу. Население составляет 13 994 человека на 2006 год. Занимает площадь 502,036 км². Плотность населения — 27,9 чел./км².

## Статистика
- Валовой внутренний продукт на 2003 составляет 24.160.470,00 реалов (данные: Бразильский институт географии и статистики).
- Валовой внутренний продукт на душу населения на 2003 составляет 1.769,61 реалов (данные: Бразильский институт географии и статистики).
- Индекс развития человеческого потенциала на 2000 составляет 0,632 (данные: Программа развития ООН).